# Bitka pri Falklandskih otokih
Bitka pri Falklandskih otokih je bila ena izmed prvih večjih pomorskih bitk prve svetovne vojne. Do bitke je prišlo 8. decembra 1914 po tem, ko se je nemško daljnovzhodno ladjevje želelo okoli Južne Amerike prebiti v domovino. Nekakšen uvod v to bitko je bila bitka pri Coronelu, 1. novembra 1914, kjer je nemška eskadra porazila skupino britanskih bojnih ladij. Po bitki je nemško ladjevje pod poveljstvom admirala Maximiliana von Speeja odplulo proti Falklandskih otokom kjer naj bi napadlo Britansko oporišče v Stanleyu. Pri tem pa niso vedeli, da so Britanci dan prej dobili nove okrepitve sedmih bojnih ladij. Bitka se je za Nemce končala katastrofalno, od osmih ladij so jih izgubili šest. Rešila se je le lahka križarka SMS Dresden in pomožna ladja za oskrbo, Kraljeva vojna mornarica pa ni imela skoraj nobenih izgub.